# IJsland op het Europees kampioenschap voetbal 2016
IJsland was een van de deelnemende landen aan het Europees kampioenschap voetbal 2016 in Frankrijk. Het was de eerste keer dat het land aan een groot internationaal voetbaltoernooi deelnam. IJsland werd in de kwartfinale uitgeschakeld door Frankrijk.

## Kwalificatie

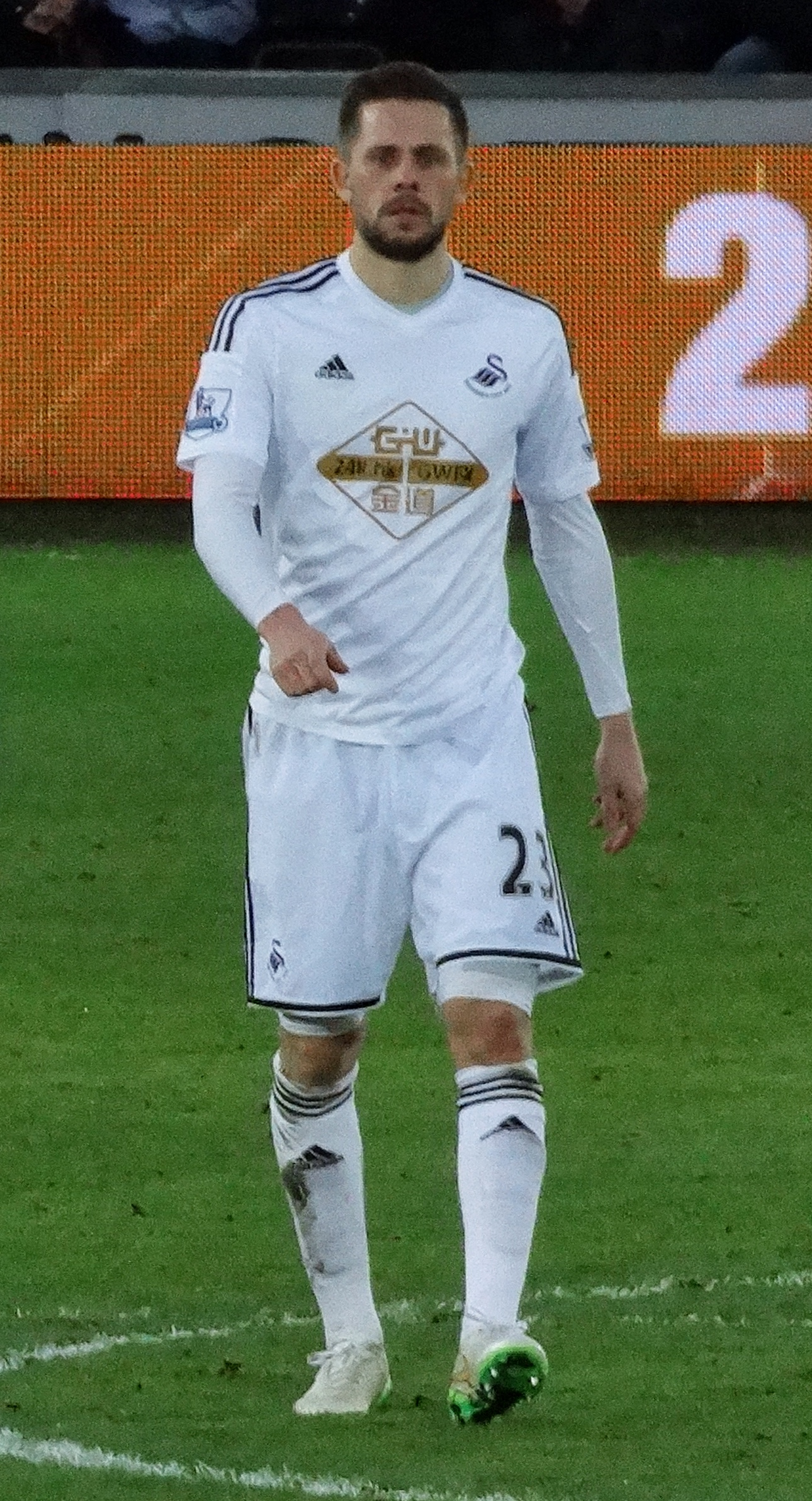
Gifly Sigurdsson scoorde 6 doelpunten voor IJsland tijdens de kwalificatie.

IJsland werd in groep A geloot waar het tweede werd met: Tsjechië, Nederland, Turkije, Kazachstan, Letland.

### Kwalificatieduels
| 9 september 2014 | IJsland    | 3 – 0 | Turkije    |
| 10 oktober 2014  | Letland    | 0 – 3 | IJsland    |
| 13 oktober 2014  | IJsland    | 2 – 0 | Nederland  |
| 16 november 2014 | Tsjechië   | 2 – 1 | IJsland    |
| 28 maart 2015    | Kazachstan | 0 – 3 | IJsland    |
| 12 juni 2015     | IJsland    | 2 – 1 | Tsjechië   |
| 3 september 2015 | Nederland  | 0 – 1 | IJsland    |
| 6 september 2015 | IJsland    | 0 – 0 | Kazachstan |
| 10 oktober 2015  | IJsland    | 2 – 2 | Letland    |
| 13 oktober 2015  | Turkije    | 1 – 0 | IJsland    |

### Stand groep A
| Pos | Land       | Wed | Win | Gel | Ver | DV | DT | +/- | Pnt |
| --- | ---------- | --- | --- | --- | --- | -- | -- | --- | --- |
| 1   | Tsjechië   | 10  | 7   | 1   | 2   | 19 | 14 | +5  | 22  |
| 2   | IJsland    | 10  | 6   | 2   | 2   | 17 | 6  | +11 | 20  |
| 3   | Turkije    | 10  | 5   | 3   | 2   | 14 | 9  | +5  | 18  |
| 4   | Nederland  | 10  | 4   | 1   | 5   | 17 | 14 | +3  | 13  |
| 5   | Kazachstan | 10  | 1   | 2   | 7   | 7  | 18 | –11 | 5   |
| 6   | Letland    | 10  | 0   | 5   | 5   | 6  | 19 | –13 | 5   |

## EK-voorbereiding

### Wedstrijden
|                                                   |                                                |       |                                      |                                                                                            |
| 13 november 2015 «onderlinge duels» 20:45 (UTC+1) | Polen                                          | 4 – 2 | IJsland                              | Nationaal Stadion, Warschau Toeschouwers: 56.207 Scheidsrechter: Padraigh Sutton (Ierland) |
| 13 november 2015 «onderlinge duels» 20:45 (UTC+1) | Grosicki 52' Kapustka 66' Lewandowski 76', 78' |       | 4' (pen.) Sigurðsson 69' Finnbogason | Nationaal Stadion, Warschau Toeschouwers: 56.207 Scheidsrechter: Padraigh Sutton (Ierland) |

|                                                   |                        |       |                |                                                                                         |
| 17 november 2015 «onderlinge duels» 20:45 (UTC+1) | Slowakije              | 3 – 1 | IJsland        | Štadión pod Dubňom, Žilina Toeschouwers: 5.568 Scheidsrechter: Paweł Raczkowski (Polen) |
| 17 november 2015 «onderlinge duels» 20:45 (UTC+1) | Mak 58', 61' Ďuriš 84' |       | 8' Finnbogason | Štadión pod Dubňom, Žilina Toeschouwers: 5.568 Scheidsrechter: Paweł Raczkowski (Polen) |

|                                                  |         |                |         | |
| 13 januari 2016 «onderlinge duels» 17:00 (UTC+1) | Finland | 0 – 1          | IJsland | Mohammed Bin Zayidstadion, Abu Dhabi Toeschouwers: 50 Scheidsrechter: Adel Al-Naqbi (Verenigde Arabische Emiraten) |
| 13 januari 2016 «onderlinge duels» 17:00 (UTC+1) |         | 16' Traustason |         | Mohammed Bin Zayidstadion, Abu Dhabi Toeschouwers: 50 Scheidsrechter: Adel Al-Naqbi (Verenigde Arabische Emiraten) |

|                                                  |                              |       |                 |                                                                               |
| 16 januari 2016 «onderlinge duels» 15:15 (UTC+1) | Verenigde Arabische Emiraten | 2 – 1 | IJsland         | Mohammed Bin Zayidstadion, Abu Dhabi Scheidsrechter: Srđan Jovanović (Servië) |
| 16 januari 2016 «onderlinge duels» 15:15 (UTC+1) | Al Hammadi 26' Mabkhout 47'  |       | 14' Kjartansson | Mohammed Bin Zayidstadion, Abu Dhabi Scheidsrechter: Srđan Jovanović (Servië) |

|                                                |                    |       |                |                                                                                |
| 24 maart 2016 «onderlinge duels» 20:00 (UTC+1) | Denemarken         | 2 – 1 | IJsland        | MCH Arena, Herning Toeschouwers: 9.194 Scheidsrechter: Tore Hansen (Noorwegen) |
| 24 maart 2016 «onderlinge duels» 20:00 (UTC+1) | Jørgensen 50', 54' |       | 90' Traustason | MCH Arena, Herning Toeschouwers: 9.194 Scheidsrechter: Tore Hansen (Noorwegen) |

|                                                |                           |       |                                           | |
| 29 maart 2016 «onderlinge duels» 19:30 (UTC+1) | Griekenland               | 2 – 3 | IJsland                                   | Georgios Karaiskákisstadion, Piraeus Toeschouwers: 3.500 Scheidsrechter: Javier Estrada Fernández (Spanje) |
| 29 maart 2016 «onderlinge duels» 19:30 (UTC+1) | Fortounis 19' (pen.), 31' |       | 34' Traustason 70' Ingason 82' Sigþórsson | Georgios Karaiskákisstadion, Piraeus Toeschouwers: 3.500 Scheidsrechter: Javier Estrada Fernández (Spanje) |

|                                              |                                     |       |                                      |                                                                                    |
| 1 juni 2016 «onderlinge duels» 19:45 (UTC+1) | Noorwegen                           | 3 – 2 | IJsland                              | Ullevaalstadion, Oslo Toeschouwers: 9.168 Scheidsrechter: Kevin Clancy (Schotland) |
| 1 juni 2016 «onderlinge duels» 19:45 (UTC+1) | Johansen 1' Helland 41' Sørloth 67' |       | 36' Ingason 81' (pen.) G. Sigurðsson | Ullevaalstadion, Oslo Toeschouwers: 9.168 Scheidsrechter: Kevin Clancy (Schotland) |

|                                              |                                                             |       |               |                                                                   |
| 6 juni 2016 «onderlinge duels» 21:30 (UTC+1) | IJsland                                                     | 4 – 0 | Liechtenstein | Laugardalsvöllur, Reykjavik Scheidsrechter: Marcin Borski (Polen) |
| 6 juni 2016 «onderlinge duels» 21:30 (UTC+1) | Sigþórsson 10' Sævarsson 20' Finnbogason 42' Guðjohnsen 82' |       |               | Laugardalsvöllur, Reykjavik Scheidsrechter: Marcin Borski (Polen) |

## Het Europees kampioenschap
De loting vond op 12 december 2015 plaats in Parijs. IJsland werd ondergebracht in groep F, samen met Portugal, Oostenrijk en Hongarije.
De IJslanders kwamen in het eerste groepsduel na 31 minuten met 0-1 achter tegen Portugal. Na een voorzet vanaf rechts van André Gomes, schoot Nani de bal op het randje van het doelgebied in de korte hoek. Birkir Bjarnason nam vijf minuten na rust vanaf een zelfde afstand een hoge voorzet van Jóhann Berg Guðmundsson ineens op zijn schoen en zorgde daarmee voor een eindstand van 1-1. IJsland speelde vijf dagen later ook met 1-1 gelijk tegen Hongarije. De IJslanders kwamen in de 39e minuut op voorsprong nadat het de Hongaarse doelman Gábor Király niet lukte om een hoekschop van Guðmundsson vast te houden. Ragnar Sigurðsson kopte de bal daarop voor de voeten van Aron Gunnarsson, waarna Tamás Kádár die neerlegde en een strafschop veroorzaakte. Gylfi Sigurðsson verzilverde de penalty. Drie minuten voor tijd kwam de eindstand op het bord. Nemanja Nikolić gaf een voorzet van rechts. Birkir Már Sævarsson probeerde de bal te onderscheppen voor invaller Dániel Böde erbij kon, maar werkte die daarbij in eigen doel.
IJsland boekte in het derde groepsduel haar eerste EK-zege ooit, op Oostenrijk. Het kwam in de 18e minuut met 1-0 voor. Kári Árnason kopte een verre inworp van Gunnarsson door, waarna Jón Daði Böðvarsson de bal vanaf de rand van het Oostenrijkse doelgebied in de verre hoek schoot. Oostenrijk kreeg de kans om gelijk te maken nadat Julian Baumgartlinger een hoge voorzet gaf in het IJslandse strafschopgebied en Ari Freyr Skúlason de arm van David Alaba vasthield. Aleksandar Dragović schoot de gegeven penalty alleen tegen de buitenkant van de paal. Na een uur spelen werd het wel 1-1. Invaller Alessandro Schöpf kapte Árnason uit, liep het IJslandse strafschopgebied in en schoot in de verre hoek raak. In een poging om een overwinning te forceren, ging Oostenrijk in de slotfase met tien man op de IJslandse helft spelen. IJsland profiteerde daar in de 94e minuut van. Bjarnason leidde een counter in, waarna invaller Theódór Elmar Bjarnason een leeg veld voor zich had. Nadat hij met de bal richting doelman Robert Almer sprintte, legde hij breed op de eveneens ingevallen Arnór Ingvi Traustason. Die bepaalde met zijn linkervoet de eindstand op 2-1 voor IJsland. Door deze overwinning eindigden de IJslanders op de tweede plaats in groep F, met evenveel punten, maar een minder goed doelsaldo als Hongarije.
IJsland nam het in haar achtste finale op tegen Engeland, de nummer twee van groep B. Het kwam in de vierde minuut met 0-1 achter voor. Daniel Sturridge stuurde vanaf rechts een hoge bal het IJslandse strafschopgebied in, waar Raheem Sterling en verdediger Sævarsson er samen onderdoor gingen. Toen Sterling achter de bal aan ging, liep doelman Hannes Þór Halldórsson hem omver. Scheidsrechter Damir Skomina gaf een penalty. Wayne Rooney schoot vanaf de strafschopstip raak. Twee minuten later was het 1-1. Gunnarsson gooide opnieuw een verre inworp vanaf rechts het Engelse strafschopgebied in, waar Árnason de bal doorkopte naar Sigurðsson. Hij schoot vervolgens van binnen het doelgebied raak. Het beslissende doelpunt viel in de achttiende minuut. Gunnarsson verstuurde vanaf het middenveld een hoge bal naar Sævarsson, die was opgekomen naar de rechtsbuitenpositie. Hij speelde in één beweging Guðmundsson aan, die op zijn beurt Sigurðsson bereikte net voor het Engelse strafschopgebied. Na een korte pass naar Böðvarsson, legde die de bal een paar meter opzij naar Kolbeinn Sigþórsson. Hij versloeg doelman Joe Hart met een schot laag in de rechterhoek: 2-1 voor IJsland. In de rest van de wedstrijd werd er niet meer gescoord. Daarmee ging IJsland door naar de kwartfinales.
De IJslanders speelden in hun kwartfinale tegen Frankrijk, dat de laatste acht bereikte ten koste van Ierland. Voor de wedstrijd halverwege was, stond IJsland met 0-4 achter. Olivier Giroud opende in de twaalfde minuut de score. Blaise Matuidi verstuurde een lange bal over links en zette hem daarmee vrij voor Halldórsson. Giroud schoot door de benen van de IJslandse doelman in de korte hoek raak. Paul Pogba maakte er in de twintigste minuut 0-2 van door een hoekschop van Antoine Griezmann vanaf rechts in te koppen. De derde Franse treffer kwam van de voet van Dimitri Payet. Bacary Sagna gaf een bal vanaf rechts hoog voor het IJslandse doel. Giroud legde de voorzet met het hoofd terug op Griezman, die met een kort tikje Payer aanspeelde. Hij schoot ten slotte vanaf de rand van het strafschopgebied laag diagonaal binnen in de rechterhoek. Griezman maakte 0-4. Doordat Giroud een inspeelbal liet lopen, kon hij alleen op doelman Halldórsson af, die hij daarna met een stiftbal passeerde. Sigþórsson bracht IJsland tien minuten na rust terug tot 1-4. Hij tikte een voorzet vanaf rechts van Sigurðsson in de korte hoek in het Franse doel. Drie minuten later was de marge weer vier. Payet bracht een vrije trap van net buiten de middencirkel hoog in het IJslandse strafschopgebied. Daar won Giroud een duel van invaller Sverrir Ingi Ingason en kopte daarmee zijn tweede van de avond langs de misgrijpende Halldórsson. IJsland maakte het laatste doelpunt van de wedstrijd: 5-2. Skúlason zette voor vanaf links, Birkir Bjarnason kopte in. Daarmee zat het toernooi er voor IJsland op.

### Uitrustingen
| Thuis | Uit | Doelman | Doelman | Doelman |

### Technische staf
|                |                       |
| Functie        | Naam                  |
| Bondscoach     | Lars Lagerbäck (foto) |
| Bondscoach     | Heimir Hallgrímsson   |
| Keeperstrainer | Guðmundur Hreiðarsson |

### Selectie en statistieken
| Nr. | Naam                      | Geboortedatum | GW |   |   |   |   |   |   | Club              | Positie(s) |
| --- | ------------------------- | ------------- | -- | - | - | - | - | - | - | ----------------- | ---------- |
| 1   | Hannes Þór Halldórsson    | 27-04-1984    | 5  | 0 | 1 | 0 | 0 | 0 | 0 | Bodø/Glimt        | GK         |
| 2   | Birkir Már Sævarsson      | 11-11-1984    | 5  | 0 | 1 | 0 | 0 | 0 | 0 | Hammarby          | RB, LB     |
| 3   | Haukur Heiðar Hauksson    | 01-09-1991    | 0  | 0 | 0 | 0 | 0 | 0 | 0 | AIK               | RB         |
| 4   | Hjörtur Hermannsson       | 08-02-1995    | 0  | 0 | 0 | 0 | 0 | 0 | 0 | Göteborg          | CB         |
| 5   | Sverrir Ingi Ingason      | 05-08-1993    | 2  | 0 | 0 | 0 | 0 | 2 | 0 | Lokeren           | CB         |
| 6   | Ragnar Sigurðsson         | 19-06-1986    | 5  | 1 | 0 | 0 | 0 | 0 | 0 | Krasnodar         | CB         |
| 7   | Jóhann Berg Guðmundsson   | 27-10-1990    | 5  | 0 | 1 | 0 | 0 | 0 | 2 | Charlton Athletic | RW         |
| 8   | Birkir Bjarnason          | 27-05-1988    | 5  | 2 | 2 | 0 | 0 | 0 | 0 | Basel             | LW, CM     |
| 9   | Kolbeinn Sigþórsson       | 14-03-1990    | 5  | 2 | 1 | 0 | 0 | 0 | 5 | Nantes            | CF         |
| 10  | Gylfi Sigurðsson          | 08-09-1989    | 5  | 1 | 1 | 0 | 0 | 0 | 0 | Swansea City      | AM         |
| 11  | Alfreð Finnbogason        | 01-02-1989    | 3  | 0 | 2 | 0 | 0 | 3 | 0 | Augsburg          | CF         |
| 12  | Ögmundur Kristinsson      | 19-06-1989    | 0  | 0 | 0 | 0 | 0 | 0 | 0 | Hammarby          | GK         |
| 13  | Ingvar Jónsson            | 18-10-1989    | 0  | 0 | 0 | 0 | 0 | 0 | 0 | Sandefjord        | GK         |
| 14  | Kári Árnason              | 13-10-1982    | 5  | 0 | 1 | 0 | 0 | 0 | 1 | Malmö             | CB, DM     |
| 15  | Jón Daði Böðvarsson       | 25-05-1992    | 5  | 1 | 0 | 0 | 0 | 0 | 4 | Kaiserslautern    | CF         |
| 16  | Rúnar Már Sigurjónsson    | 18-06-1990    | 0  | 0 | 0 | 0 | 0 | 0 | 0 | Sundsvall         | DM         |
| 17  | Aron Gunnarsson           | 22-04-1989    | 5  | 0 | 1 | 0 | 0 | 0 | 1 | Cardiff City      | CM         |
| 18  | Theódór Elmar Bjarnason   | 04-03-1987    | 3  | 0 | 0 | 0 | 0 | 3 | 0 | AGF               | LW, AM     |
| 19  | Hörður Björgvin Magnússon | 22-02-1993    | 0  | 0 | 0 | 0 | 0 | 0 | 0 | Cesena            | CB         |
| 20  | Emil Hallfreðsson         | 29-06-1984    | 1  | 0 | 0 | 0 | 0 | 1 | 0 | Udinese           | CM         |
| 21  | Arnór Ingvi Traustason    | 30-04-1993    | 2  | 1 | 0 | 0 | 0 | 2 | 0 | Norrköping        | LW         |
| 22  | Eiður Guðjohnsen          | 15-09-1978    | 2  | 0 | 0 | 0 | 0 | 2 | 0 | Molde             | LW, RW, CF |
| 23  | Ari Freyr Skúlason        | 14-05-1987    | 5  | 0 | 1 | 0 | 0 | 0 | 0 | OB                | LB, DM     |

### Wedstrijden
| Nr. | Land       | GW | W | G | V | DV | DT | DS | Ptn |
| --- | ---------- | -- | - | - | - | -- | -- | -- | --- |
| 1   | Hongarije  | 3  | 1 | 2 | 0 | 6  | 4  | +2 | 5   |
| 2   | IJsland    | 3  | 1 | 2 | 0 | 4  | 3  | +1 | 5   |
| 3   | Portugal   | 3  | 0 | 3 | 0 | 4  | 4  | 0  | 3   |
| 4   | Oostenrijk | 3  | 0 | 1 | 2 | 1  | 4  | -3 | 1   |

#### Groepsfase
|                                               |          |       |                  | |
| 14 juni 2016 «onderlinge duels» 21:00 (UTC+2) | Portugal | 1 – 1 | IJsland          | Stade Geoffroy-Guichard, Saint-Étienne Toeschouwers: 38.742 Scheidsrechter: Cüneyt Çakır (Turkije) |
| 14 juni 2016 «onderlinge duels» 21:00 (UTC+2) | Nani 31' |       | 50' B. Bjarnason | Stade Geoffroy-Guichard, Saint-Étienne Toeschouwers: 38.742 Scheidsrechter: Cüneyt Çakır (Turkije) |

| Portugal | IJsland |

| Portugal:       |    |                   |     |
|                 |    |                   |     |
| GK              | 1  | Rui Patrício      |     |
| RB              | 11 | Vieirinha         |     |
| CB              | 3  | Pepe              |     |
| CB              | 6  | Ricardo Carvalho  |     |
| LB              | 5  | Raphaël Guerreiro |     |
| RW              | 10 | João Mário        | 76' |
| CM              | 13 | Danilo Pereira    |     |
| CM              | 8  | João Moutinho     | 71' |
| LW              | 15 | André Gomes       | 84' |
| CF              | 17 | Nani              |     |
| CF              | 7  | Cristiano Ronaldo |     |
| Wisselspelers:  |    |                   |     |
| MF              | 16 | Renato Sanches    | 71' |
| MF              | 20 | Ricardo Quaresma  | 76' |
| FW              | 9  | Éder              | 84' |
| Coach:          |    |                   |     |
| Fernando Santos |    |                   |     |

| IJsland:                           |    |                         |           |
|                                    |    |                         |           |
| GK                                 | 1  | Hannes Þór Halldórsson  |           |
| RB                                 | 2  | Birkir Már Sævarsson    |           |
| CB                                 | 14 | Kári Árnason            |           |
| CB                                 | 6  | Ragnar Sigurðsson       |           |
| LB                                 | 23 | Ari Freyr Skúlason      |           |
| RW                                 | 7  | Jóhann Berg Guðmundsson | 90'       |
| CM                                 | 17 | Aron Gunnarsson         |           |
| CM                                 | 10 | Gylfi Sigurðsson        |           |
| LW                                 | 8  | Birkir Bjarnason        | 55'       |
| CF                                 | 15 | Jón Daði Böðvarsson     |           |
| CF                                 | 9  | Kolbeinn Sigþórsson     | 81'       |
| Wisselspelers:                     |    |                         |           |
| FW                                 | 11 | Alfreð Finnbogason      | 81' 90+4' |
| MF                                 | 18 | Theódór Elmar Bjarnason | 90'       |
| Coach:                             |    |                         |           |
| Lars Lagerbäck Heimir Hallgrímsson |    |                         |           |

Man van de wedstrijd:

 Nani

|                                               |                          |       |                      |                                                                                           |
| 18 juni 2016 «onderlinge duels» 18:00 (UTC+2) | IJsland                  | 1 – 1 | Hongarije            | Stade Vélodrome, Marseille Toeschouwers: 60.842 Scheidsrechter: Sergej Karasjov (Rusland) |
| 18 juni 2016 «onderlinge duels» 18:00 (UTC+2) | G. Sigurðsson 39' (pen.) |       | 87' (e.d.) Sævarsson | Stade Vélodrome, Marseille Toeschouwers: 60.842 Scheidsrechter: Sergej Karasjov (Rusland) |

| IJsland | Hongarije |

| IJsland:                           |    |                         |         |
|                                    |    |                         |         |
| GK                                 | 1  | Hannes Þór Halldórsson  |         |
| RB                                 | 2  | Birkir Már Sævarsson    | 77'     |
| CB                                 | 14 | Kári Árnason            |         |
| CB                                 | 6  | Ragnar Sigurðsson       |         |
| LB                                 | 23 | Ari Freyr Skúlason      |         |
| RW                                 | 7  | Jóhann Berg Guðmundsson | 42'     |
| CM                                 | 17 | Aron Gunnarsson         | 66'     |
| CM                                 | 10 | Gylfi Sigurðsson        |         |
| LW                                 | 8  | Birkir Bjarnason        |         |
| CF                                 | 15 | Jón Daði Böðvarsson     | 69'     |
| CF                                 | 9  | Kolbeinn Sigþórsson     | 84'     |
| Wisselspelers:                     |    |                         |         |
| MF                                 | 20 | Emil Hallfreðsson       | 66'     |
| FW                                 | 11 | Alfreð Finnbogason      | 69' 74' |
| FW                                 | 22 | Eiður Guðjohnsen        | 84'     |
| Coach:                             |    |                         |         |
| Lars Lagerbäck Heimir Hallgrímsson |    |                         |         |

| Hongarije:     |    |                     |       |
|                |    |                     |       |
| GK             | 1  | Gábor Király        |       |
| RB             | 2  | Ádám Lang           |       |
| CB             | 23 | Roland Juhász       | 85'   |
| CB             | 20 | Richárd Guzmics     |       |
| LB             | 4  | Tamás Kádár         | 81'   |
| CM             | 8  | Ádám Nagy           | 90+1' |
| CM             | 10 | Zoltán Gera         |       |
| RW             | 7  | Balázs Dzsudzsák    |       |
| AM             | 15 | László Kleinheisler | 83'   |
| LW             | 18 | Zoltán Stieber      | 67'   |
| CF             | 19 | Tamás Priskin       | 67'   |
| Wisselspelers: |    |                     |       |
| FW             | 13 | Dániel Böde         | 67'   |
| FW             | 17 | Nemanja Nikolić     | 67'   |
| FW             | 9  | Ádám Szalai         | 85'   |
| Coach:         |    |                     |       |
| Bernd Storck   |    |                     |       |

Man van de wedstrijd:

 Kolbeinn Sigþórsson

|                                               |                                 |       |            |                                                                                            |
| 22 juni 2016 «onderlinge duels» 18:00 (UTC+2) | IJsland                         | 2 – 1 | Oostenrijk | Stade de France, Saint-Denis Toeschouwers: 68.714 Scheidsrechter: Szymon Marciniak (Polen) |
| 22 juni 2016 «onderlinge duels» 18:00 (UTC+2) | Böðvarsson 18' Traustason 90+4' |       | 60' Schöpf | Stade de France, Saint-Denis Toeschouwers: 68.714 Scheidsrechter: Szymon Marciniak (Polen) |

| IJsland | Oostenrijk |

| IJsland:                           |    |                         |         |
|                                    |    |                         |         |
| GK                                 | 1  | Hannes Þór Halldórsson  | 82'     |
| RB                                 | 2  | Birkir Már Sævarsson    |         |
| CB                                 | 14 | Kári Árnason            | 78'     |
| CB                                 | 6  | Ragnar Sigurðsson       |         |
| LB                                 | 23 | Ari Freyr Skúlason      | 36'     |
| RW                                 | 7  | Jóhann Berg Guðmundsson | 86'     |
| CM                                 | 17 | Aron Gunnarsson         |         |
| CM                                 | 10 | Gylfi Sigurðsson        |         |
| LW                                 | 8  | Birkir Bjarnason        |         |
| CF                                 | 15 | Jón Daði Böðvarsson     | 71'     |
| CF                                 | 9  | Kolbeinn Sigþórsson     | 51' 80' |
| Wisselspelers:                     |    |                         |         |
| MF                                 | 18 | Theódór Elmar Bjarnason | 71'     |
| MF                                 | 21 | Arnór Ingvi Traustason  | 80'     |
| DF                                 | 5  | Sverrir Ingi Ingason    | 86'     |
| Coach:                             |    |                         |         |
| Lars Lagerbäck Heimir Hallgrímsson |    |                         |         |

| Oostenrijk:    |    |                       |         |
|                |    |                       |         |
| GK             | 1  | Robert Almer          |         |
| RB             | 3  | Aleksandar Dragović   |         |
| CB             | 15 | Sebastian Prödl       | 46'     |
| CB             | 4  | Martin Hinteregger    |         |
| LB             | 5  | Christian Fuchs       |         |
| CM             | 14 | Julian Baumgartlinger |         |
| CM             | 6  | Stefan Ilsanker       | 46'     |
| RW             | 17 | Florian Klein         |         |
| AM             | 8  | David Alaba           |         |
| LW             | 7  | Marko Arnautović      |         |
| CF             | 20 | Marcel Sabitzer       | 78'     |
| Wisselspelers: |    |                       |         |
| MF             | 18 | Alessandro Schöpf     | 46'     |
| FW             | 21 | Marc Janko            | 46' 70' |
| MF             | 22 | Jakob Jantscher       | 78'     |
| Coach:         |    |                       |         |
| Marcel Koller  |    |                       |         |

Man van de wedstrijd:

 Kári Árnason

#### Achtste finale
|                                               |                  |       |                                 |                                                                                     |
| 27 juni 2016 «onderlinge duels» 21:00 (UTC+2) | Engeland         | 1 – 2 | IJsland                         | Allianz Riviera, Nice Toeschouwers: 33.901 Scheidsrechter: Damir Skomina (Slovenië) |
| 27 juni 2016 «onderlinge duels» 21:00 (UTC+2) | Rooney 4' (pen.) |       | 6' R. Sigurðsson 18' Sigþórsson | Allianz Riviera, Nice Toeschouwers: 33.901 Scheidsrechter: Damir Skomina (Slovenië) |

| Engeland | IJsland |

| Engeland:      |    |                  |     |
|                |    |                  |     |
| GK             | 1  | Joe Hart         |     |
| RB             | 2  | Kyle Walker      |     |
| CB             | 5  | Gary Cahill      |     |
| CB             | 6  | Chris Smalling   |     |
| LB             | 3  | Danny Rose       |     |
| DM             | 17 | Eric Dier        | 46' |
| CM             | 20 | Dele Alli        |     |
| CM             | 10 | Wayne Rooney     | 86' |
| RW             | 15 | Daniel Sturridge | 47' |
| CF             | 9  | Harry Kane       |     |
| LW             | 7  | Raheem Sterling  | 60' |
| Wisselspelers: |    |                  |     |
| MF             | 18 | Jack Wilshere    | 46' |
| FW             | 11 | Jamie Vardy      | 46' |
| FW             | 22 | Marcus Rashford  | 46' |
| Coach:         |    |                  |     |
| Roy Hodgson    |    |                  |     |

| IJsland:                           |    |                         |     |
|                                    |    |                         |     |
| GK                                 | 1  | Hannes Þór Halldórsson  |     |
| RB                                 | 2  | Birkir Már Sævarsson    |     |
| CB                                 | 14 | Kári Árnason            |     |
| CB                                 | 6  | Ragnar Sigurðsson       |     |
| LB                                 | 23 | Ari Freyr Skúlason      |     |
| RW                                 | 7  | Jóhann Berg Guðmundsson |     |
| CM                                 | 17 | Aron Gunnarsson         | 65' |
| CM                                 | 10 | Gylfi Sigurðsson        | 38' |
| LW                                 | 8  | Birkir Bjarnason        |     |
| CF                                 | 15 | Jón Daði Böðvarsson     | 89' |
| CF                                 | 9  | Kolbeinn Sigþórsson     | 77' |
| Wisselspelers:                     |    |                         |     |
| MF                                 | 18 | Theódór Elmar Bjarnason | 77' |
| MF                                 | 21 | Arnór Ingvi Traustason  | 89' |
| Coach:                             |    |                         |     |
| Lars Lagerbäck Heimir Hallgrímsson |    |                         |     |

Man van de wedstrijd:

 Ragnar Sigurðsson

#### Kwartfinale
|                                              |                                                   |       |                                 |                                                                                             |
| 3 juli 2016 «onderlinge duels» 21:00 (UTC+2) | Frankrijk                                         | 5 – 2 | IJsland                         | Stade de France, Saint-Denis Toeschouwers: 76.833 Scheidsrechter: Björn Kuipers (Nederland) |
| 3 juli 2016 «onderlinge duels» 21:00 (UTC+2) | Giroud 12', 59' Pogba 20' Payet 42' Griezmann 45' |       | 56' Sigþórsson 84' B. Bjarnason | Stade de France, Saint-Denis Toeschouwers: 76.833 Scheidsrechter: Björn Kuipers (Nederland) |

| Frankrijk | IJsland |

| Frankrijk:       |    |                     |     |
|                  |    |                     |     |
| GK               | 1  | Hugo Lloris         |     |
| RB               | 19 | Bacary Sagna        |     |
| CB               | 21 | Laurent Koscielny   | 72' |
| CB               | 22 | Samuel Umtiti       | 75' |
| LB               | 3  | Patrice Evra        |     |
| CM               | 15 | Paul Pogba          |     |
| CM               | 14 | Blaise Matuidi      |     |
| RW               | 18 | Moussa Sissoko      |     |
| AM               | 7  | Antoine Griezmann   |     |
| LW               | 8  | Dimitri Payet       | 80' |
| CF               | 9  | Olivier Giroud      | 60' |
| Wisselspelers:   |    |                     |     |
| FW               | 10 | André-Pierre Gignac | 60' |
| DF               | 13 | Eliaquim Mangala    | 72' |
| MF               | 20 | Kingsley Coman      | 80' |
| Coach:           |    |                     |     |
| Didier Deschamps |    |                     |     |

| IJsland:                           |    |                         |     |
|                                    |    |                         |     |
| GK                                 | 1  | Hannes Þór Halldórsson  |     |
| RB                                 | 2  | Birkir Már Sævarsson    |     |
| CB                                 | 14 | Kári Árnason            | 46' |
| CB                                 | 6  | Ragnar Sigurðsson       |     |
| LB                                 | 23 | Ari Freyr Skúlason      |     |
| RW                                 | 7  | Jóhann Berg Guðmundsson |     |
| CM                                 | 17 | Aron Gunnarsson         |     |
| CM                                 | 10 | Gylfi Sigurðsson        |     |
| LW                                 | 8  | Birkir Bjarnason        | 58' |
| CF                                 | 15 | Jón Daði Böðvarsson     | 46' |
| CF                                 | 9  | Kolbeinn Sigþórsson     | 83' |
| Wisselspelers:                     |    |                         |     |
| DF                                 | 5  | Sverrir Ingi Ingason    | 46' |
| FW                                 | 11 | Alfreð Finnbogason      | 46' |
| FW                                 | 22 | Eiður Guðjohnsen        | 83' |
| Coach:                             |    |                         |     |
| Lars Lagerbäck Heimir Hallgrímsson |    |                         |     |

Man van de wedstrijd:

 Olivier Giroud
KSÍ · A-internationals · Bondscoaches · Statistieken · IJslands vrouwenelftal · Olympisch elftal · IJsland U21 · IJsland U20 · IJsland U19 · IJsland U18 · IJsland U17 · IJsland U16 · Vrouwen U17
1946 – 1949 · 1950 – 1959 · 1960 – 1969 · 1970 – 1979 · 1980 – 1989 · 1990 – 1999 · 2000 – 2009 · 2010 – 2019 · 2020 − 2029
EK 2016
WK 2018
1946 · 1947 · 1948 · 1949 · 1950 · 1951 · 1952 · 1953 · 1954 · 1955 · 1956 · 1957 · 1958 · 1959 · 1960 · 1961 · 1962 · 1963 · 1964 · 1965 · 1966 · 1967 · 1968 · 1969 · 1970 · 1971 · 1972 · 1973 · 1974 · 1975 · 1976 · 1977 · 1978 · 1979 · 1980 · 1981 · 1982 · 1983 · 1984 · 1985 · 1986 · 1987 · 1988 · 1989 · 1990 · 1991 · 1992 · 1993 · 1994 · 1995 · 1996 · 1997 · 1998 · 1999 · 2000 · 2001 · 2002 · 2003 · 2004 · 2005 · 2006 · 2007 · 2008 · 2009 · 2010 · 2011 · 2012 · 2013 · 2014 · 2015 · 2016 · 2017 · 2018 · 2019 · 2020 · 2021 · 2022 · 2023 · 2024
Albanië ·
Andorra ·
Argentinië ·
Armenië ·
Azerbeidzjan ·
Bahrein ·
België ·
Bermuda ·
Bolivia ·
Bosnië en Herzegovina ·
Brazilië ·
Bulgarije ·
Canada ·
Chili ·
China ·
Cyprus ·
Denemarken ·
DDR ·
Duitsland ·
El Salvador ·
Engeland ·
Estland ·
Faeröer ·
Finland ·
Frankrijk ·
Georgië ·
Ghana ·
Griekenland ·
Guatemala ·
Honduras ·
Hongarije ·
Ierland ·
India ·
Iran ·
Israël ·
Italië ·
Japan ·
Kazachstan ·
Koeweit ·
Kosovo ·
Kroatië ·
Letland ·
Liechtenstein ·
Litouwen ·
Luxemburg ·
Malta ·
Mexico ·
Moldavië ·
Montenegro ·
Nederland ·
Nigeria ·
Noord-Ierland ·
Noord-Macedonië ·
Noorwegen ·
Oeganda ·
Oekraïne ·
Oostenrijk ·
Peru · 
Polen ·
Portugal ·
Qatar ·
Roemenië ·
Rusland ·
San Marino ·
Saoedi-Arabië ·
Schotland ·
Slovenië ·
Slowakije ·
Sovjet-Unie ·
Spanje ·
Trinidad en Tobago ·
Tsjechië ·
Tsjecho-Slowakije ·
Tunesië ·
Turkije ·
Venezuela ·
Verenigde Arabische Emiraten ·
Verenigde Staten ·
Wales ·
Wit-Rusland ·
Zuid-Afrika ·
Zuid-Korea ·
Zweden ·
Zwitserland
Argentinië (2018) ·
Engeland (2016) · 
Hongarije (2016) ·
Kroatië (2018) ·
Nigeria (2018) · 
Portugal (2016)